# Пальфи, Янош
Граф Янош Бернард Иштван Пальфи (венг. Pálffy János Bernard István); 20 августа 1664, Червеный Камень — 24 марта 1751, Братислава) — венгерский палатин из рода Пальфи, имперский тайный советник и фельдмаршал, кавалер ордена Золотого руна.

## Биография
Представитель разветвлённого древнего рода венгерских баронов Пальфи. Сын Миклоша (IV) Пальфи, королевского стражника и графини Марии Элеоноры Харрах. Брат Миклоша Пальфи фон Эрдёда, венгерского палатина, имперского тайного советника и фельдмаршала.
Во время войны Аугсбургской лиги командовал гусарским полком, отличился при вторжении в Лотарингию, а после заключения Рисвикского мира в 1697 году получил звание генерал-майора.
В время войны за испанское наследство, участвовал в походах в Баварию и Верхний Пфальц, в 1704 году участвовал в сражении при Гохштедте.
В 1704—1732 годах был баном Хорватии, Далмации и Славонии. В чине генерала кавалерии командовал войсками действующих против повстанцев  Ракоци, чем оказал большие услуги императорскому дому. Он разбил войска мятежников в сражении при Чакатурне и Грос-Мадьяре, освободил от осады Еденбург, снабдил припасами Штульвейссенбург, с успехом сражался при Нейгейзеле, взял Нитру, Лейтшау, Кашау, Унгвар и Мункач. 1 июня 1707 года получил чин фельдмаршала. На поле битвы и переговорах, начатых с целью окончания этих боевых действий, он проявил столько усердия и деятельности, что по справедливости ему император был обязан окончанием этой войны. По заключении мира император Карл VI пожаловал его тайным советником.
В 1716 году Пальфи направился в поход против Турции с намерением овладеть Петервардейном. Пальфи со значительным корпусом кавалерии внезапно столкнулся с неприятельским авангардом состоявшим из 20 000 человек. Целый день он сражался против турок, вшестеро превосходящих его, и к концу дня, потеряв всего 400 человек, примкнул к главной армии. Сражение при Петервардейне было главным событием всей войны. Жестокие нападения турок были направлены главным образом на кавалерию, находившуюся под командованием графа Пальфи, и отражены им. При походе к Темешвару Пальфи командовал авангардом, а при Белграде, 16 августа 1717 года, правым крылом, составленным из 6 кавалерийских полков. Вечером они выдержали отчаянные атаки турок и заслужили особую похвалу принца Евгения. В этом сражении Пальфи был ранен и потерял сына.
После войны убедил венгерское и хорватское дворянство признать Прагматическую санкцию.
В начале новой войны с Турцией ему было поручено формирование операционной армии, однако он не принял участия в боевых действиях и вскоре после этого вообще оставил военную службу.
После смерти императора Карла VI в 1740 году он стал ближайшим соратникам молодой императрицы Марии Терезии и её советником в венгерских делах. В 1741—1751 годах — палатин Венгрии.  Пользуясь сильным влиянием на венгерских магнатов, он сумели склонить их к поддержке Марии Терезии.